# Cotylelobium burckii
Cotylelobium burckii es una especie de planta de flores perteneciente a la familia Dipterocarpaceae. La especie fue nombrada en honor del botánico  W. Burck, 1848-1910, que trabajó sobre las familias Dipterocarpaceae y Sapotaceae. 

## Descripción
C. burckii es un árbol que alcanza los 40 m de altura que se encuentra en las selvas húmedas  tropicales en lo profundo de los suelos de arenas blancas (Ashton 2004). La especie es endémica de Borneo. Se encuentra en al menos dos áreas protegidas del (Parque nacional de Bako y el Parque nacional de Gunung Mulu).

## Taxonomía
Cotylelobium burckii fue descrita por (F.Heim) F.Heim y publicado en Rech. Dipterocarp. 122. 1892.
Etimología
Cotylelobium: nombre genérico que deriva del griego  (kotyle = una pequeña taza y  lobos = una vaina) que describe su receptáculo.
burckii: epíteto otorgado en honor del botánico neerlandés William Burck.
Sinonimia
- Cotylelobium asperum Slooten
- Cotylelobium flavum Pierre
- Sunaptea burckii (F.Heim) Kosterm.
- Vatica burckii F.Heim[2]